# Archidiocèse de Bombay
L Archidiocèse de Bombay (ou, suivant la nouvelle orthographe Mumbai) est une circonscription ecclésiastique de l’Église catholique en Inde.  Créé comme 'Vicariat apostolique' en 1720 il devient archidiocèse lorsque la hiérarchie catholique est érigée dans l’ensemble de l’Inde (1er septembre 1886) par Léon XIII. Il comprend aujourd’hui la ville de Bombay (Mumbai) et les districts civils de Thane et Raigad.

## Histoire
Une légende rapporte que Saint Barthélemy aurait évangélisé la région. Au VIe siècle il y avait une évêque venu de Perse, installé à Kalyan. Au XIVe siècle un dominicain français, Jourdain de Séverac séjourne quelque temps dans la région de Thane. 
Au XVe siècle, des missionnaires, d’abord franciscains, et plus tard des jésuites commencent un travail d’évangélisation de la région. Ils résident à Bassein, un comptoir portugais (aujourd’hui appelé 'Vasai', au nord de Bombay) et dépendent du diocèse de Goa.  En 1548 un collège jésuite est fondé à Bassein. 
En 1668 l’île de Bombay est cédée par le Portugal aux Anglais, comme partie de la dot que Catherine de Bragance apporte à son mariage avec Charles II d'Angleterre. La juridiction ecclésiastique reste cependant attachée à l’archidiocèse de Goa. Cela crée des conflits. Les franciscains portugais sont expulsés de Bombay en 1720. Cependant quelques années plus tard les Anglais autorisent des Carmes italiens à prendre en charge la communauté catholique de Bombay. 
En 1853 les Carmes se retirent de Bombay et le Vicariat est divisé en deux l’année suivante (16 février 1854): Le vicariat de Bombay qui comprend les vastes régions du Maharashtra, Gujarat, Sind, Pendjab. Cela va jusque Kaboul et l’Afghanistan. Et le vicariat de Pune qui comprenait le Deccan, le Konkan et la région de Bijapur (au Karnataka). Le premier est confié aux capucins et le second aux jésuites.

## Archidiocèse de Bombay
Le 1er septembre 1886 la hiérarchie catholique est érigée sur l’ensemble des Indes britanniques : Bombay est fait archidiocèse métropolitain. Le vicariat devient ainsi l'archidiocèse de Bombay, et son premier archevêque est le jésuite anglais George Porter. 
Au cours du XXe siècle l’archidiocèse est fréquemment divisé et subdivisé. Il a donné naissance aux archidiocèses de Gandhinagar (en) et Nagpur (en), en Inde, et à l'archidiocèse de Karachi au Pakistan.

## Suffragants
La province métropolitaine de Bombay (Mumbai) couvre aujourd’hui la moitié de l’état du Maharashtra (Inde). Les diocèses suffragants sont: Kalyan, Nasik, Pune, Sindhudurg et Vasai (anciennement: 'Bassein').

## Vicaires apostoliques et archevêques

### Vicaires apostoliques de Bombay
- Antonio Baistrocchi (de), OCD : 1720-1726.
- Pietro Maurizio Gagna (de), OCD : 1732-1745.
- Johann Anton Stradmann (de), OCD : 1746-1753.
- Sébastien de Sainte-Marguerite, OCD : 1754.
- Giovanni Domenico di Santa Chiara (de), OCD : 1755-1772.
- Giorgio Antonio Vareschi (de), OCD : 1773-1785, également évêque titulaire de Calama (de)
- Angelin Geiselmayer (de), OCD : 1785-1786.
- Victorius Schweizer (de), OCD : 1789, 1791-1793.
- Pietro Ramazzini (de), OCD : 1795-1840.
- Luigi Maria Fortini (de), OCD : 1840-1848.
- John Francis Whelan (de), OCD: 1848-1850.
- Anastasius Hartmann, OFM Cap.: 1850-1858.
- Alexis Canoz, jésuite: 1858-1861.
- Walter Steins, jésuite: 1861-1867, également évêque titulaire de Nilopolis (de)
- Leo Meurin, jésuite: 1867-1886.

### Archevêques de Bombay
- George Porter, jésuite : 21 décembre 1886 - 26 septembre 1889.
- Théodore Dalhoff, jésuite : 6 décembre 1891 - 1906.
- Hermann Jurgens, jésuite : 28 mai 1907 - 28 septembre 1916.
- Alban Goodier, jésuite : 15 décembre 1919 - 1er octobre 1926.
- Joachim Lima, jésuite: 4 mai 1928 - 21 July 1936.
- Thomas d’Esterre Roberts, jésuite: 12 août 1937 - 4 décembre 1950.
- Valerian Gracias: 1er décembre 1950 - 11 septembre 1978 (créé cardinal en 1953).
- Simon Pimenta : 1er septembre 1978 - 8 novembre 1996 (créé cardinal en 1988).
- Ivan Dias : 8 novembre 1996 - 20 mai 2006 (créé cardinal en 2001).
- Oswald Gracias : 14 octobre 2006 - 25 janvier 2025 (créé cardinal en 2007).
- John Rodrigues : depuis le 25 janvier 2025.

## Source
- (en) The Catholic Directory of India, Claretian Publication, Bangalore, 2006.